# Gladiolus stenolobus
Gladiolus stenolobus är en irisväxtart som beskrevs av Peter Goldblatt. Gladiolus stenolobus ingår i släktet sabelliljor, och familjen irisväxter. Inga underarter finns listade i Catalogue of Life.